# Tourbat
Le tourbat B est un cépage blanc du Roussillon aussi appelé Malvoisie du Roussillon.